# Emilia Szymczak
Emilia Szymczak   (17 de juny de 2006) és una futbolista polonesa que juga de migcampista al FC Barcelona B i a la selecció de Polònia. Szymczak va representar Polònia a nivell internacional durant la UEFA Nations League 2023–24.